# Antoniusschool Aerdenhout

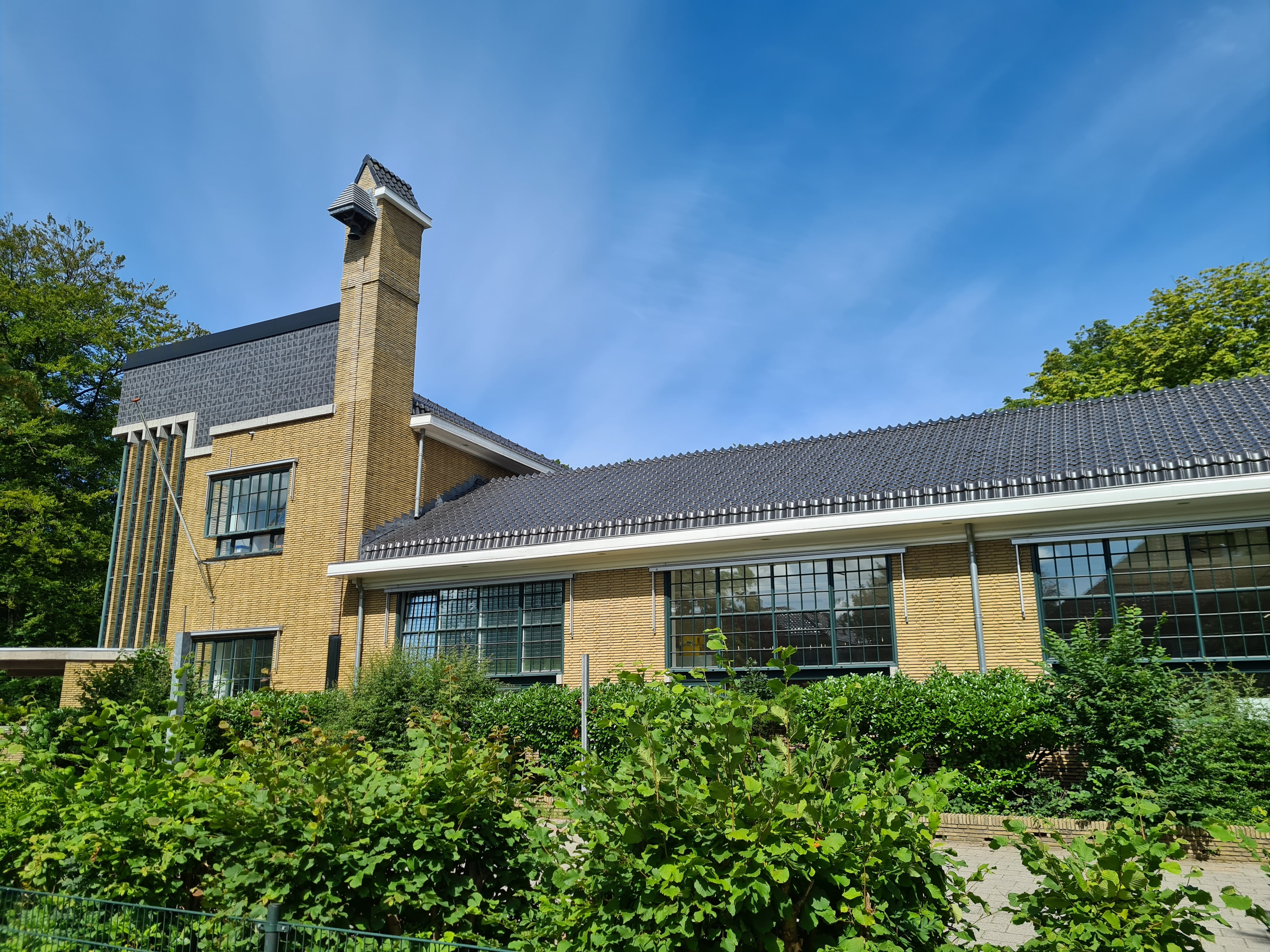
Antoniusschool te Aerdenhout

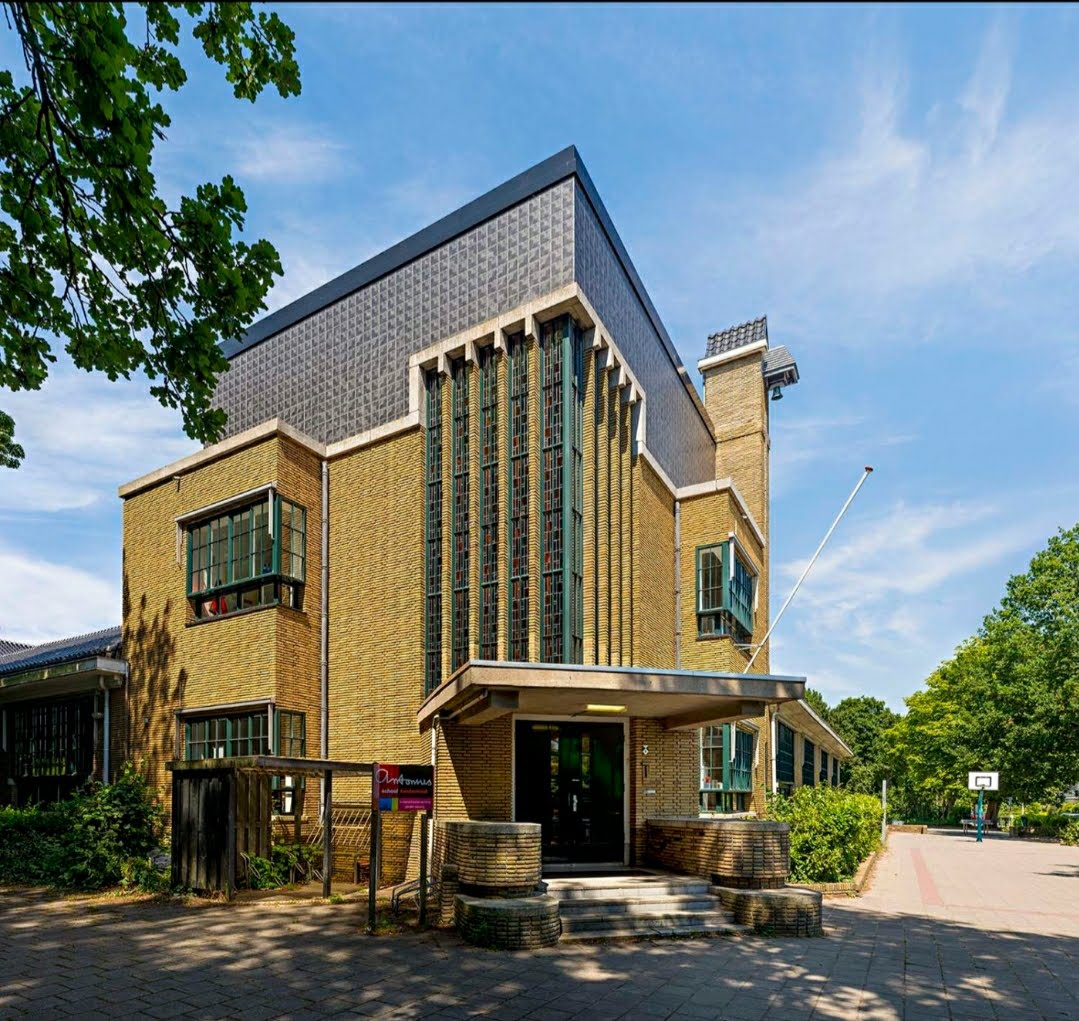
Antoniusschool Aerdenhout

Antoniusschool Aerdenhout is een katholieke basisschool in de Nederlandse plaats Aerdenhout, vlak bij de grens van Heemstede, aan de Teding van Berkhoutlaan. De school wordt bestuurd door Stichting R.K. Onderwijs Aerdenhout. De school is in 1932 opgericht door de rooms-katholieke Antoniusparochie.

## Geschiedenis
De Antoniusschool is in 1932 gesticht door de rooms-katholieke kerk aan de Sparrenlaan in Aerdenhout. Het kerkbestuur wilde eerst een stuk grond aan de Oosterduinweg kopen, maar aan de Teding van Berkhoutlaan konden ze voordelig aan een stuk grond komen. In die tijd was het bijzonder dat een rooms-katholieke school niet naast de kerk werd gebouwd. Maar naast de kerk aan de Sparrenlaan mocht door bepaalde erfdienstbaarheden geen school komen. Het kerkbestuur wilde toen zelfs de kerk verplaatsen naar de toekomstige nieuwe school. Van dit idee hebben zij toch afgezien. Na de aankoop van het bouwterrein werd architect M.I. van Engelen uit Amsterdam gevraagd een school te ontwerpen. De bouw startte in april 1932. De school begon op 5 september van datzelfde jaar met 3 leerkrachten en 82 leerlingen. Door de grote groei van het aantal leerlingen werd de school in 1940 uitgebreid met 3 lokalen en een gymzaal. Op dat moment zaten er in totaal 178 leerlingen op de school. 
Een dag na de verbouwing werd de school door de Duitsers gevorderd, die het als een soort barak gebruikten. Er werd tijdens de oorlog lesgegeven in de Vondelschool en de villa's 'Varenbeek', 'Hazelaar' en 'de Wig'. Op 5 september 1945 konden de leerlingen en leerkrachten weer terug in de school. In 1962 besloot het kerkbestuur dat de school meer aan een bestuur had waarbij de ouders meer inspraak hadden. Bovendien was de Paulus-parochie gesticht en was de school ook de parochieschool van deze parochie. Toen werd de Stichting Rooms-katholiek Onderwijs Aerdenhout opgericht. In het begin van de jaren zestig moesten er zelfs noodlokalen op de speelplaats worden gezet, omdat er zoveel leerlingen bij kwamen.
Op 1 augustus 1985 is de kleuterschool 'St.Jozef' samengevoegd met de Antoniusschool tot één basisschool. In 1997 was er een groot onderhoud aan het hoofdgebouw. Daarbij werden daken, kozijnen en sanitair vernieuwd. Op de eerste verdieping werden de ruimtes verbouwd tot een magazijnruimte en een lokaal, wat nu gebruikt wordt voor extra hulp aan leerlingen en dramalessen. In het schooljaar 2003-2004 was er een grote renovatie, waarbij de lokalen werden vergroot en er nieuwe gangen en toiletruimten werden gemaakt.
De laatste verbouwing was in het schooljaar 2010-2011 waarbij er een nieuwe vleugel werd gebouwd waarin nu de peuters, groep 7 en 8 zijn gehuisvest.

## De ligging
De Antoniusschool ligt in een rustige woonwijk, op loopafstand van het NS-station Heemstede/Aerdenhout. De school is gebouwd in de stijl van de Amsterdamse School.

## Architectuur
De Antoniusschool Aerdenhout is gebouwd in april 1932 en ontworpen door de architect M. I. van Engelen. Het ontwerp is beïnvloed door de stijl van de Amsterdamse School. Dit is te zien aan de ingang met de glas-in-loodramen, waarboven de gevel is bekleed met geglazuurde, donkerblauwe tegels. Ook de verspringende delen in de muren, het siermetselwerk, de verspringende kozijnen zijn kenmerken van deze bouwstijl. De architectuur van de Amsterdamse school is een stijl die tijdens de Moderne Bouwkunst een grote rol speelde. De stijl is verwant met het Expressionisme. 

## Trivia
- Voor de opnames van de film, De Griezelbus werd de Antoniusschool gebruikt als decor voor de film als school.
- Er zitten momenteel ongeveer 228 leerlingen op de Antoniusschool.
- Op de Antoniusschool geven op dit moment ongeveer 18 leerkrachten les.
- Er hebben een aantal bekende Nederlanders op de Antoniusschool gezeten.
  - Diederik Simon. Hij deed mee aan de Olympische zomerspelen van 2000 (zilveren medaille), 2004 (zilver) en 2008.
  - Jochem Verberne, hij deed in 2000 (zilver) mee aan de Olympische Spelen.
  - Dick van den Toorn, Nederlands acteur.